# Liparetrus tibialis
Liparetrus tibialis är en skalbaggsart som beskrevs av Lea 1924. Liparetrus tibialis ingår i släktet Liparetrus och familjen Melolonthidae. Inga underarter finns listade i Catalogue of Life.